# Opérateur radio-navigant

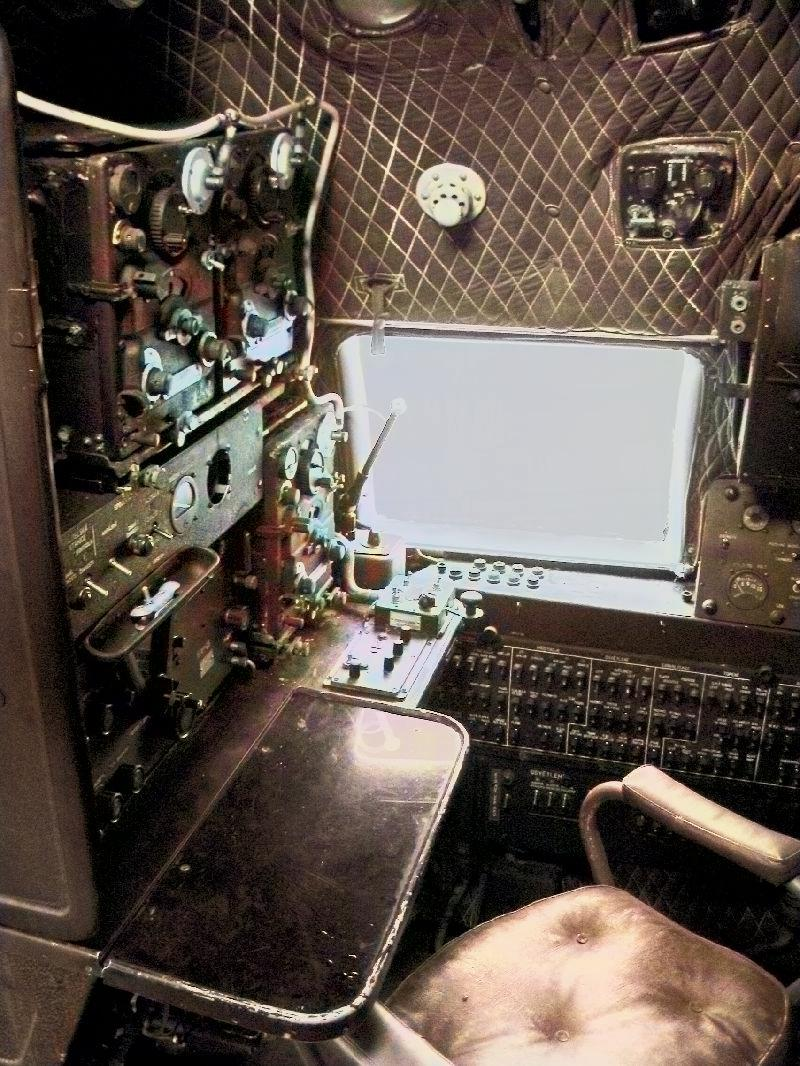
Cabine de la station radio d'aéronef

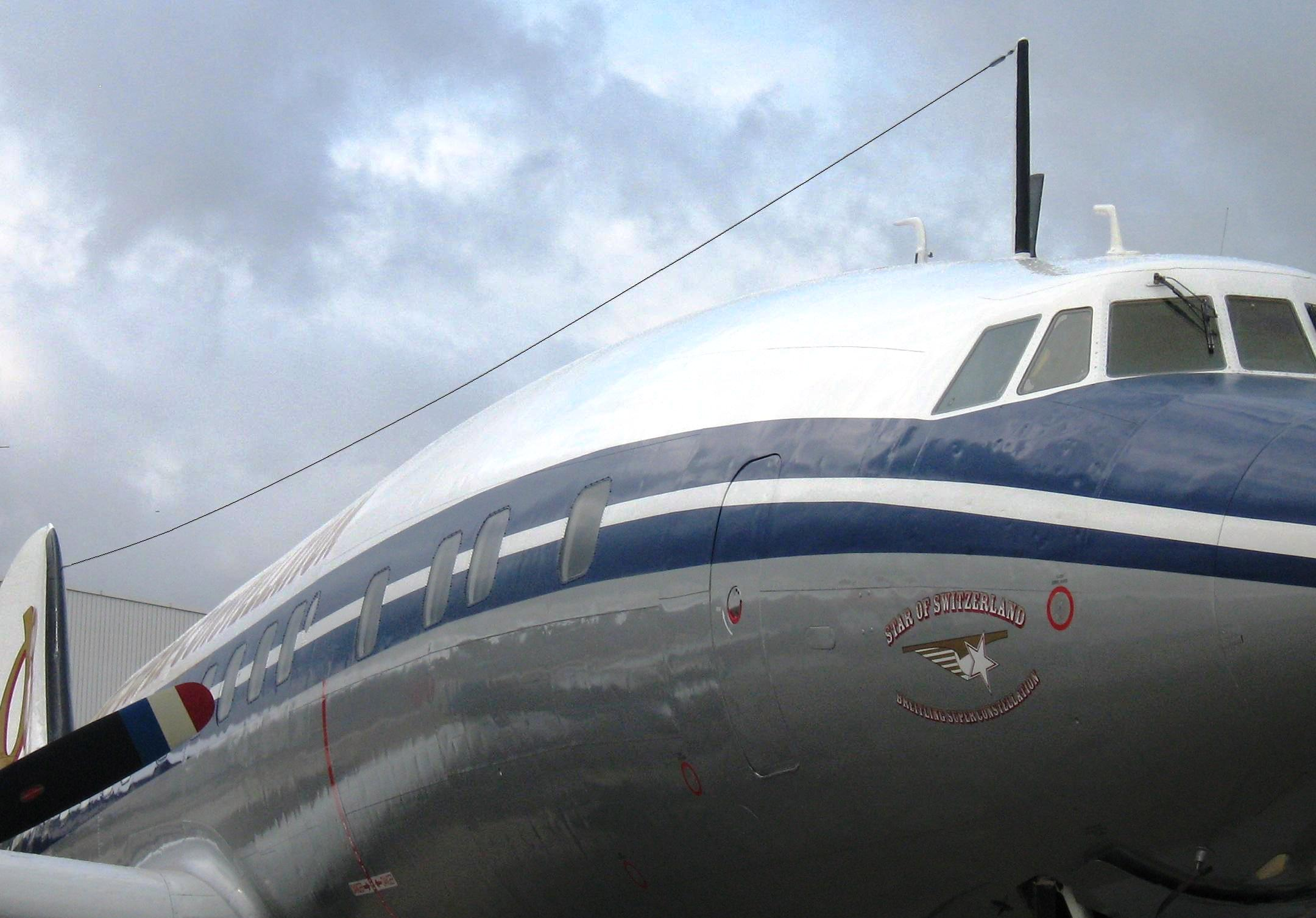
Antenne radioélectrique d'aéronef

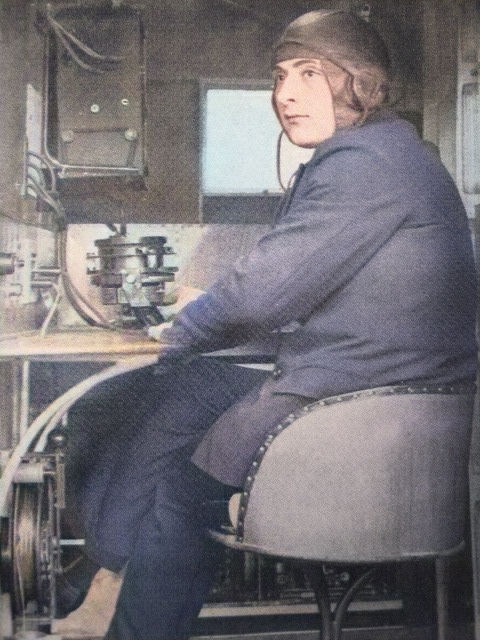
Opérateur radiotelegraphiste navigant 1920 - 1930. Proche du sol l'antenne pendante est rembobinée sur un touret à manivelle au pied du radiotélégraphiste. (Ballon dirigeable et Avion)

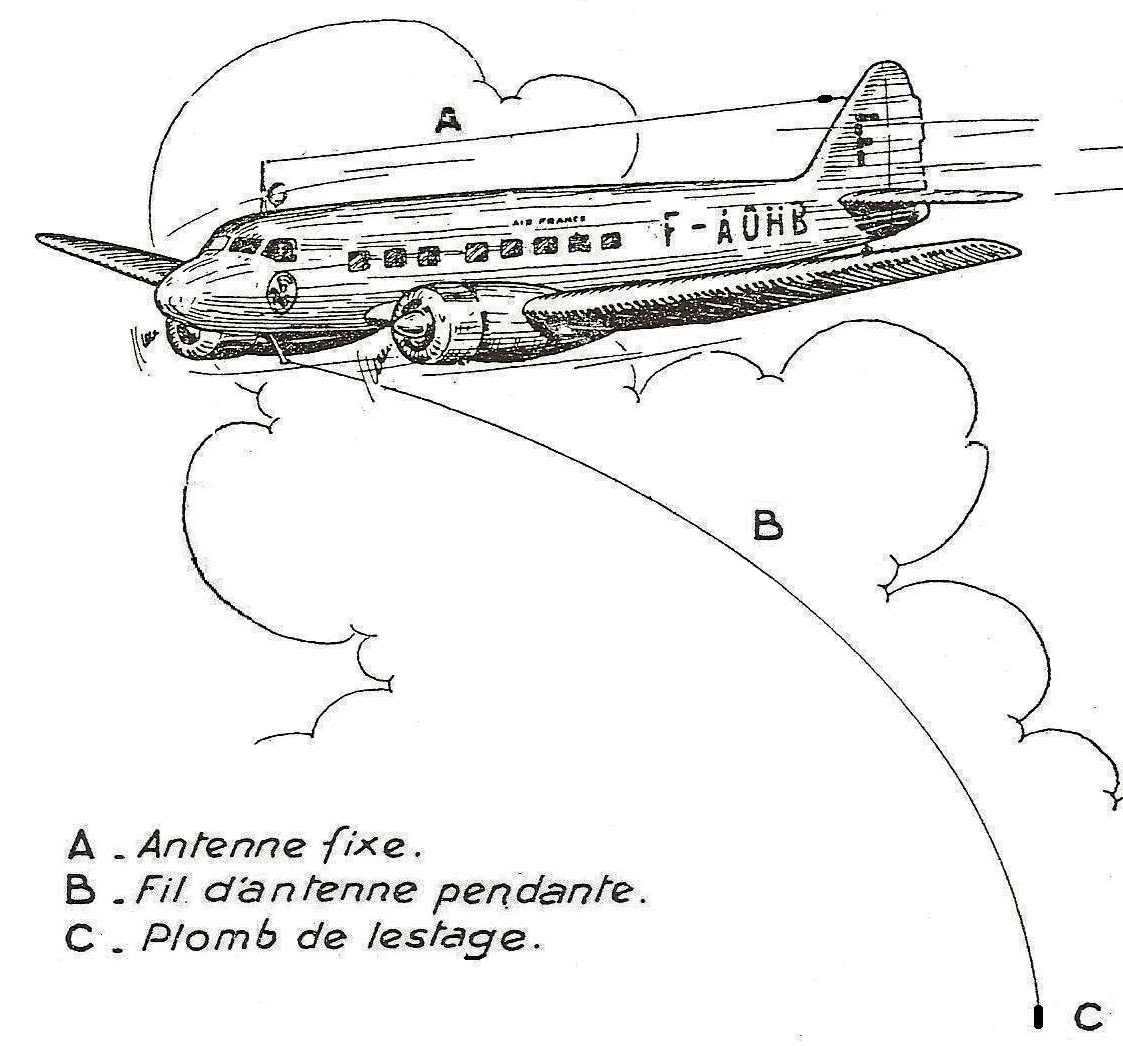
Antenne radioélectrique d'aéronef

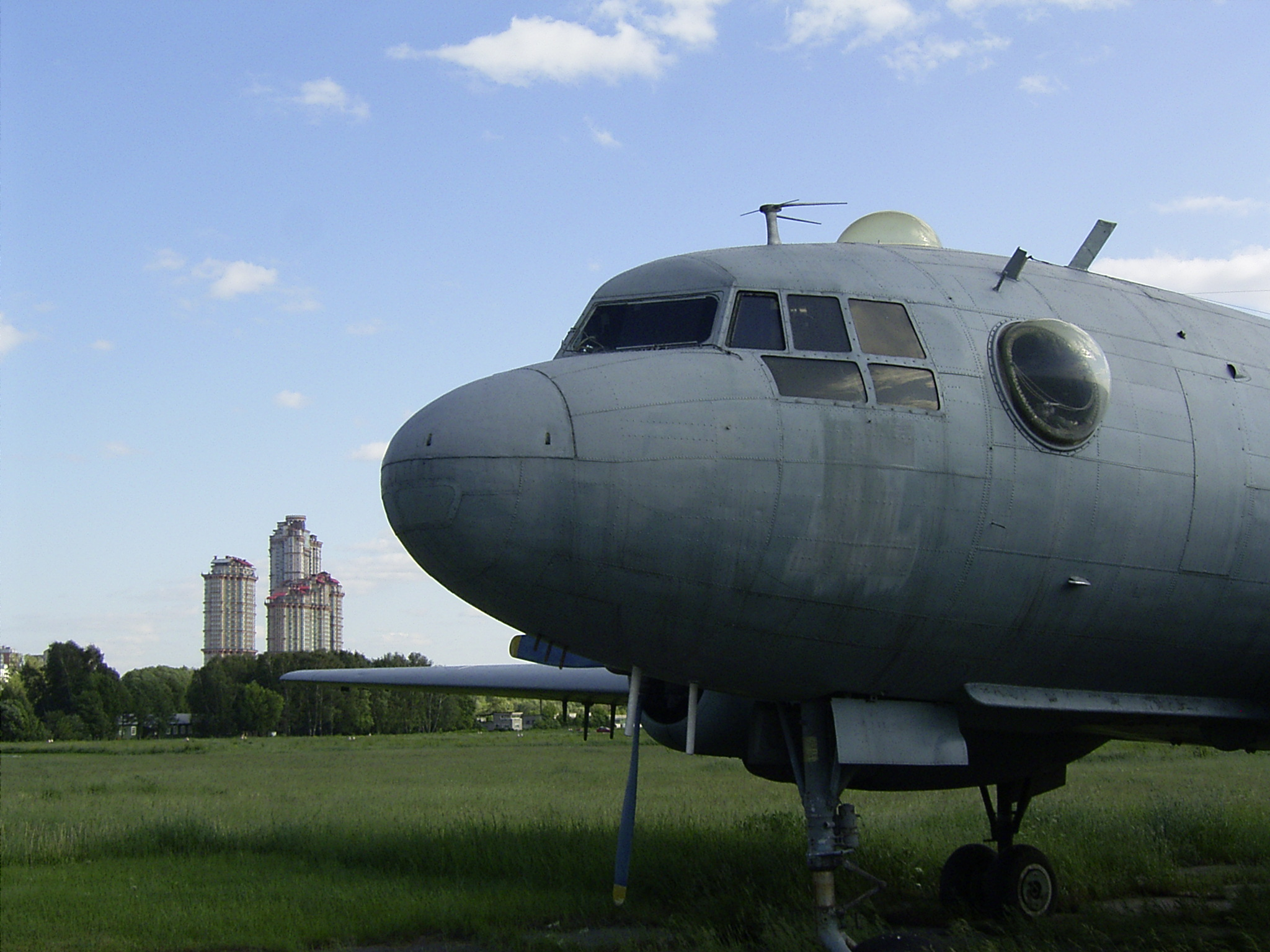
Astrodôme d'aéronef pour l'astronavigation

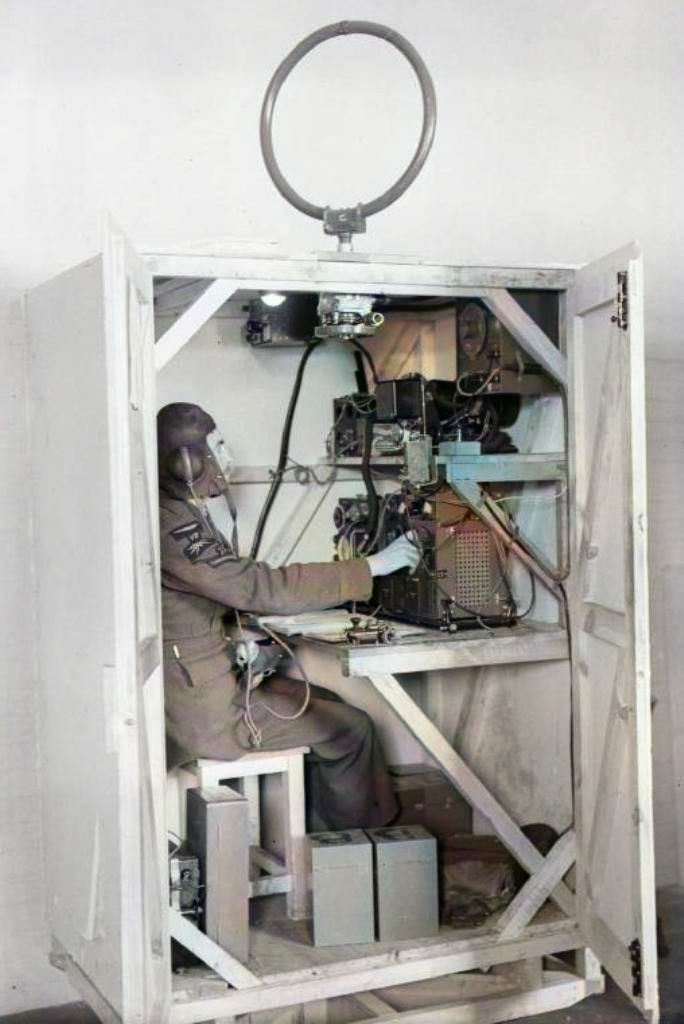
Opérateur radio-navigateur d'aéronef en formation de radiogoniométrie.

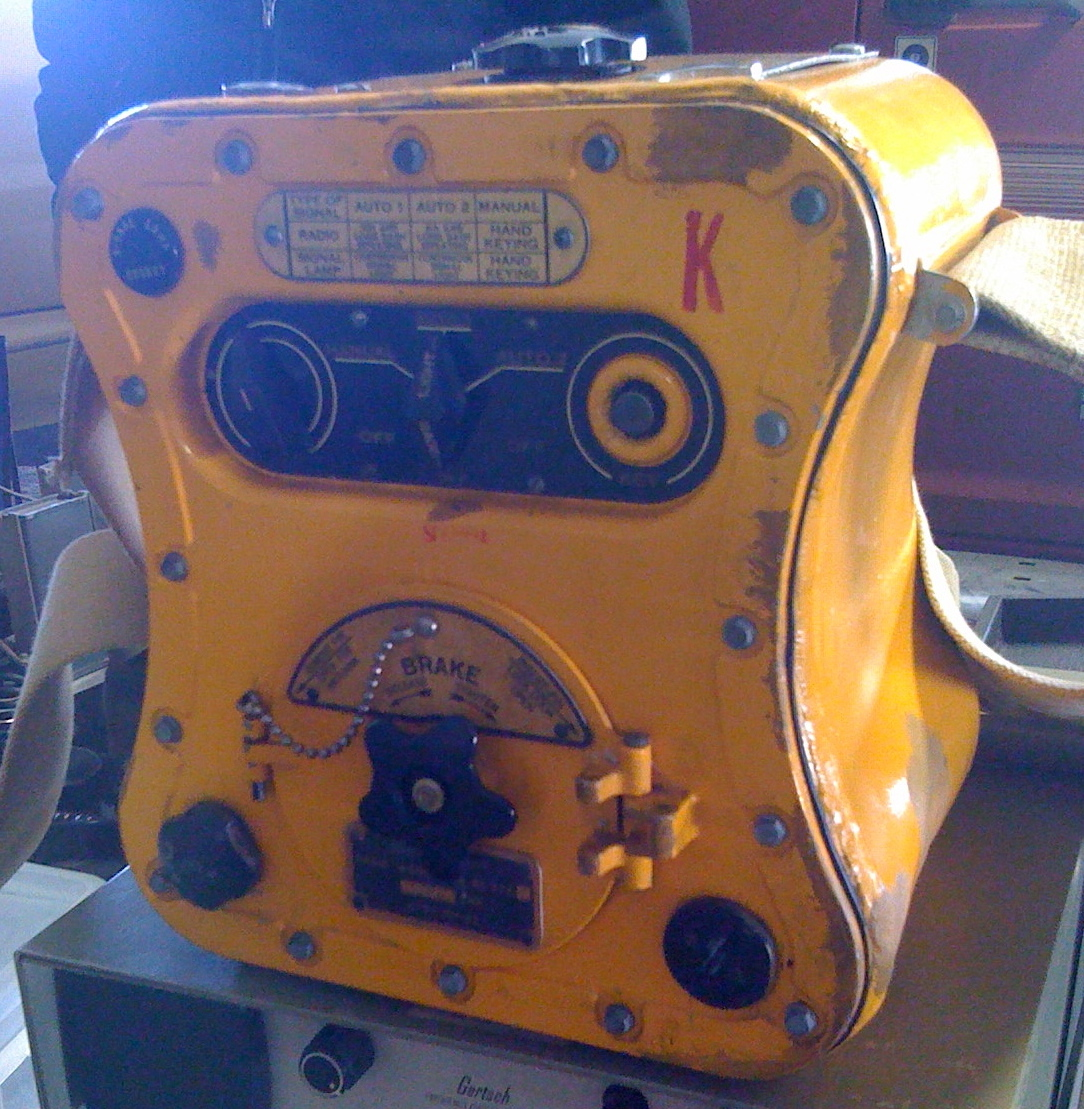
émetteur récepteur de naufrage 500 kHz

Pour les articles homonymes, voir Radiotélégraphiste.
L'opérateur radio-navigant cumule la fonction de navigateur, la fonction de radiotélégraphiste et la fonction de radio-navigateur. L'opérateur radio-navigant est embarqué à bord d’un aéronef (ballons dirigeables, avions). Le métier remonte au début du XXe siècle et a duré jusqu’à avant 1970, quand les aéronef communiquaient en radiotélégraphie. Il n’y a plus de radiotélégraphiste présent dans les aéronefs français.
La radiotélégraphie dans la bande aéronautique est un moyen qui permet aux pilotes et au personnel des stations au sol de communiquer entre eux. Elle permet de transmettre des clairances et des informations importantes pour la sécurité de la circulation aérienne et l'efficacité de la gestion du trafic aérien. Les voyageurs qui couraient le monde réclamèrent les possibilités de télégraphier au cours de leurs voyages.

## Diplômes
Pour manœuvrer un poste radiotélégraphique d’aéronef, jusqu'en 1976, il était nécessaire de posséder une licence d’opérateur radio-navigant de première classe et un certificat général d’opérateur des radiocommunications ou un certificat d’opérateur radiotélégraphiste de première classe.
Pour manœuvrer un poste radiotélégraphique d'avion-cargo, jusqu'en 1976, il était nécessaire de posséder une licence d’opérateur radio-navigant de première classe ou de deuxième classe et un certificat d’opérateur radiotélégraphiste de la marine marchande.
Depuis 1976, un certificat d’opérateur radiotélégraphiste de la marine marchande suffit pour les services aéronautiques continuant à radiotélégraphier .

## Fonction
L’opérateur radio-navigant d'aéronef  était là pour:
- localiser l’aéronef par la radionavigation et par l'astronavigation avec un sextant dans l'astrodôme,
- établir les communications publiques,
- établir les communications aéronef-bateau,
- établir les communications aéronef-aéronef,
- établir les communications opérations aéroportuaires,
- établir les communications aéronautiques,
- établir les communications nautiques,
- établir les communications de détresse,
- établir les communications des messages familiaux,
- établir les communications pour l'approvisionnement.

## Fréquences utilisées
- La fréquence de 333,33 kHz, désignée aussi par sa longueur d'onde de 900 mètres, était la fréquence internationale d'appel et de sécurité en radiotélégraphie morse sur onde hectométrique comprise en 1929 de 315 kHz à 350 kHz soit de 950 mètres à 850 mètres du service aéronautique[3] puis comprise de 325 kHz à 405 kHz du service aéronautique[2].
- La fréquence internationale d'approche onde décamétrique (en radiotéléphonie AM) était de 5 325 kHz [2] .
- La fréquence internationale d'approche VHF était la fréquence 118,1 MHz [2].
- Les embarcations et radeaux de sauvetage émettent en 8 364 kHz (radiotélégraphie) [4].
- La fréquence internationale de détresse maritime et d'appel est de 500 kHz (radiotélégraphie) [5].
- La fréquence normale de radiogoniométrie pour la position des navires et des aéronefs sur leurs demandes, était de 410 kHz en (radiotélégraphie) depuis 1927 et avant 1927 était sur la longueur d'onde de 450 mètres en (radiotélégraphie) soit 666,66 kHz.
- La  longueur d'onde d'appel transcontinental internationale 1 800 mètres en radiotélégraphie des postes aéronautiques intercontinentaux et postes maritimes intercontinentaux pour l'échange des correspondances avec les paquebots transatlantiques en mer[6]. (166,66 kHz)

## Antennes
En vol une antenne pendante longue de 120 mètres à 450 mètres était déroulée pour établir les communications radios sur les longueurs d'onde de 900 mètres (service aéronautique), 600 mètres (détresse maritime), 450 mètres (radiogoniométrie) puis (sur la fréquence 410 kHz (radiogoniométrie) depuis 1927). Proche du sol cette antenne est rembobinée sur un touret à manivelle. À l'extrémité de l'antenne pendante un plomb de lestage porte l'indicatifs radio  de l'aéronef.
Une autre antenne tendue le long de la coque de l'aéronef était pour établir les communications radios NVIS sur toutes les longueurs d'onde.